# Abwehrabteilung
Die Abwehrabteilung war ab 1927 eine nachrichtendienstliche Einrichtung der Reichswehr im Reichswehrministerium. Auch im Nationalsozialismus blieb die Abwehrabteilung bestehen und wurde 1938 zur Amtsgruppe Auslandsnachrichten und Abwehr. Vorgängerinstitution der Abwehrabteilung war die ab 1921 bestehende Abwehrgruppe im Reichswehrministerium gewesen.

## Vorgeschichte
Nach der Niederlage im Ersten Weltkrieg wurde entsprechend Artikel 160 des Versailler Vertrags mit dem deutschen Generalstab auch dessen nachrichtendienstliche Abteilung III b endgültig untersagt. Mit der Auflösung des Großen Generalstabs und der Bildung des Reichswehrministeriums im Sommer 1919 unter Gustav Noske wurden dann unter Tarnung, da dies dem Versailler Vertrag widersprach, mit dem Neuaufbau eines militärischen Nachrichtendienstes begonnen. Ende 1918 hatte bereits die Auflösung der Abteilung III b begonnen und ein Teil der ehemaligen Mitarbeiter der Abteilung waren auf andere Dienststellen verteilt worden.
Daher gab es in den Jahren 1919 und 1920 mehrere kleine Gruppierungen aus ehemaligen Offizieren der III b, die innerhalb der 4 Generalkommandos, in Strukturen von paramilitärischen Organisationen und den gebildeten Grenzschutzeinheiten, die weiterhin im Sinne des militärischen Nachrichtendienstes tätig waren. Mit zunehmender Konsolidierung der Weimarer Republik und der Neufassung ihrer militärischen Struktur wurde auch die nachrichtendienstliche Informationsbeschaffung ab Ende 1919 wieder in geeignete Strukturen eingebunden.
Unter Major Friedrich Gempp, ehemaliger Stellvertreter vom Leiter der Abteilung III b Oberst Walter Nicolai, verblieben unter Fortführung der nachrichtendienstlichen Aufgaben einige ehemalige Mitarbeiter von der Abteilung III b in der 3. Abteilung im Truppenamt. Tarnname der 3. Abteilung war „Heeresstatistische Abteilung“ (T3), welche 1931 in die Abteilung Fremde Heere umbenannt wurde. Der im Sommer 1920 im Rahmen der „vorläufigen Reichswehr“ eingerichtete Stab unter Gempp hatte den Namen „Abwehrgruppe“ (T3/AG).

## Geschichte
1921 wurde im Reichswehrministerium eine Spionage-Abwehrstelle eingerichtet. Diese erhielt durch den ersten Leiter Major Gempp den Namen „Abwehr“. Hiermit sollte eine defensive, reagierende Aufgabenstellung suggeriert werden und die eigentlichen nachrichtendienstlichen Tätigkeiten zu verschleiern. Die personelle Ausstattung bestand u. a. aus zwei bis drei Generalstabsoffizieren und fünf bis sieben Offiziere, die anfangs in die Referate Ost und West aufgeteilt waren.
Unter Gempps Kommando konzentrierte sich aufgrund der eingeschränkten Mittel und Möglichkeiten die Arbeit auf den Ausbau der Spionage- und Sabotageabwehr. Die Abwehrgruppe war zuarbeitende Einrichtung u. a. für die Abwehrgruppen der beiden Reichswehrkommandos und die sogenannten Nachrichtenstellen (NSt).
Oberst Kurt von Schleicher erreichte 1927 als Leiter der Politischen Abteilung (Wehrmacht) im Reichswehrministerium, dass die Abwehrgruppe eine eigenständige Abteilung im Truppenamt wurde. Zum 1. April 1928 trat ein Erlass des Reichswehrministers Wilhelm Groener in Kraft, der zum Ziel hatte die Abwehr neu zu formieren, ihr den Marinenachrichtendienst aus der Marineamt zuzuordnen, und die neue militärische Geheimdienststruktur der Weimarer Republik dem Reichswehrminister unmittelbar zu unterstellen. Damit sollte die Leistungsfähigkeit des Dienstes erheblich, seine bessere Unterordnung unter die politischen Ziele, genauso aber auch die Geheimhaltung seiner Aktivitäten verstärkt werden. Hierfür wurde die Abwehrabteilung aus dem Truppenamt herausgelöst und direkt dem Reichswehrminister Groener unterstellt. Im darauffolgenden Jahr änderte sich die Unterstellung der Abteilung unter das neu eingerichtete sogenannte Ministeramt, dessen Chef als der politische Stellvertreter des Reichswehrministers fungierte. Damit wurden die Wehrmacht-, die Abwehr- und die Rechtsabteilung dort zusammengefasst.
Unter dem neuen Leiter, Oberstleutnant Schwantes, erfolgte der personelle Aufbau und die Vernetzung mit anderen nachrichtendienstlich aktiven Organisationen.
Am 31. Januar 1930 übernahm Oberstleutnant Ferdinand von Bredow und im Juni 1932 Kapitän zur See Conrad Patzig die Leitung der Abwehrabteilung. Um den Führungsanforderungen innerhalb dieser zweigeteilten Geheimdienstformation gerecht zu werden, wurden in dieser kurzen Übergangszeit sowohl Heeresoffizieren auch Marineoffiziere mit leitenden Funktionen in der „Abwehr“ betraut. Patzig holte auch zahlreiche ehemalige Offiziere, die nach dem Ersten Weltkrieg verabschiedet worden waren, als sogenannte „Ergänzungsoffiziere“ in die Abwehr. Diese Offiziere hatten während ihrer zivilen Berufsjahre nicht nur Lebenserfahrung, sondern auch Auslands- und Sprachkenntnisse erworben, was die Einsatzmöglichkeiten der Abwehrabteilung über die Landesgrenzen hinaus stärkte, so dass zur reinen Spionageabwehr auch aktive Spionage hinzukam. Doch bereits Ende 1932 gab es vorsichtige Bestrebungen die geheimdienstlichen Organisationsformen des Heeres und der Marine wieder zu trennen. Der Abwehr fehlte es aber an einem eigenen Exekutivorgan für die Spionageabwehr und für den Umgang mit Hoch- und Landesverratsfällen. Sie war hierfür auf die Zusammenarbeit mit der Kriminalpolizei und der politischen Polizei angewiesen. In der Folge nahmen die Auseinandersetzungen der Abwehrabteilungen mit anderen staatlichen Dienststellen zu. 
Nach der NS-Machtübernahme am 30. Januar 1933 erwuchs der Abwehrabteilung Konkurrenz durch nationalsozialistische Organisationen. Innenpolitische Rivalen wurden der Sicherheitsdienst (SD) der SS sowie das Forschungsamt des  Reichsluftfahrtministeriums. Außenpolitisch stritten mit der Abwehrabteilung das Auswärtige Amt, das Außenpolitische Amt der NSDAP, der Volksdeutsche Rat, der Volksbund für das Deutschtum im Ausland und die Auslandsorganisation der NSDAP um Kompetenzen. Im Oktober 1933 wurde durch das Reichskabinett festgelegt, dass für den militärischen Meldedienst und die Spionageabwehr nur die militärische Abwehr zuständig ist. Wobei es bei den Aufgaben eine gewisse Überschneidung mit der Gestapo, die außerhalb des militärischen Bereiches u. a. gegen alle „Staatsfeinde“ eingesetzt wurde, gab. Patzigs Bemühungen, aus allen Organisationen einen einheitlichen Nachrichtendienst zu schaffen, scheiterten am SD, aber auch am Auswärtigen Amt, das seinen Militärattachés die Zusammenarbeit mit Abwehragenten strikt untersagte. Der SD beanspruchte darüber hinaus innenpolitisch das Monopol auf die Ausforschung der Sicherheitslage und der Stimmung in der Bevölkerung sowie verstärkt die Verfügungsgewalt über die Polizei. Unumstrittene Aufgabe der Abwehrabteilung blieb der militärische „Geheime Meldedienst“ (Spionage) sowie die Spionageabwehr bei der Reichswehr und der Rüstungsindustrie. Die unvermeidlichen Spannungen, die aus diesen Einschränkungen entstanden, führten schließlich die Auseinandersetzungen um Zuständigkeiten und Kompetenzen Ende 1934 zu Patzigs Ablösung.
Patzigs Nachfolger wurde am 1. Januar 1935 Kapitän zur See Wilhelm Canaris, der am 1. Mai desselben Jahres zum Konteradmiral befördert wurde. Wie schon Patzig, konnte auch Canaris die wachsende Machtfülle von SS und SD nicht verhindern, aber es gelang ihm, einen vorläufigen Modus vivendi zu finden. Ab Januar 1935 regelte eine Vereinbarung zwischen Reinhard Heydrich und Canaris die Zusammenarbeit, wobei die Aufgaben der Gestapo eigentlich bestätigt wurden und diese u. a. für alle Staatsfeinde verantwortlich war. Mit dem SS-Standartenführer Werner Best, der bei der Gestapo für die sogenannte Abwehrpolizei verantwortlich war, handelte er ein „Zehn Gebote“ genanntes Vertragswerk aus: Der Abwehrabteilung blieb das Monopol für die militärische Spionage und Spionageabwehr erhalten, aber der Abwehrpolizei der Gestapo wurde die Fahndung bei Verdacht auf Landesverrat zugesprochen – das „Sechste Gebot“ verlangte allerdings, dass im Einzelfall die Interessen des „Geheimen Meldedienstes“ und der Spionageabwehr vorrangig seien.
Mit der Aufrüstung der Wehrmacht wuchs auch die Zahl der Abwehrmitarbeiter. Während die Abwehrabteilung im Jahr 1933 nur über knapp 150 Mitarbeiter verfügte, waren es Mitte 1937 bereits fast 1000. Bis zum Kriegsbeginn 1939 verdoppelte sich die Zahl auf etwa 2000.
1938 erfolgte auf Grundlage des Wehrgesetzes von 1935 die Bildung der Amtsgruppe Auslandsnachrichten und Abwehr (A.Ausland/Abwehr) im OKW.

## Gliederung
1928
- Gruppe I „Geheimer Meldedienst“
- Gruppe II „Technische Beschaffung“
- Gruppe III „Gegenspionage und Spionageabwehr“
- Gruppe IV „Archiv und Erfahrungssammelstelle“
- Gruppe V „Marine-Nachrichtendienst“

## Leiter
Abwehrgruppe
- 1921–1927: Major/Oberstleutnant Friedrich Gempp
- 1927: Major/Oberstleutnant Günther Schwantes, ehemaliger Stellvertreter Gempps und Vertrauter Kurt von Schleichers

Abwehrabteilung
- 1928–1929: Oberstleutnant Günther Schwantes
- 1929–1932: Oberstleutnant Ferdinand von Bredow
- 1932–1934: Fregattenkapitän/Kapitän zur See Conrad Patzig

- 1935–1938: Kapitän zur See/Konteradmiral Wilhelm Canaris, danach bis 1944 Leiter der Amtsgruppe Abwehr bzw. des Amtes Ausland/Abwehr